# Kanton Siegburg
Der Kanton Siegburg (franz.: Canton de Siegbourg) war einer von sechs Verwaltungseinheiten, in die sich das Arrondissement Mülheim am Rhein im Departement des Rheins gliederte. Der Kanton bestand von 1808 bis 1816 und war Teil des Großherzogtums Berg (1808–1813) unter französischer Verwaltung und des Generalgouvernements Berg (1813–1815) unter preußischer Verwaltung.

## Geschichte
Bis zum Beginn des 19. Jahrhunderts gehörte der Verwaltungsbezirk des Kantons Siegburg landesherrlich zum Herzogtum Berg. 1806 ging das Gebiet im Zusammenhang mit der Bildung des Rheinbundes im Großherzogtum Berg auf. Am 14. November 1808 ordnete Napoléon Bonaparte, damaliger Großherzog von Berg, eine territoriale Neuordnung an, mit der es zur Bildung von Departements, Arrondissements und Kantonen kam. Nach dem 18. Dezember 1808 folgte mit der „Provinzial- und Gemeinde-Verwaltungsordnung für das Großherzogtum Berg“ die Bildung von Mairien (Bürgermeistereien). 
Nach dem Übergang des Großherzogtums in das Generalgouvernement Berg im November 1813 wurden die Departements und Arrondissements aufgelöst, die Kantone und damit auch der Kanton Siegburg blieben bestehen. Sein Verwaltungsgebiet kam 1815 mit den Beschlüssen des Wiener Kongresses zum Königreich Preußen und wurde 1816 Bestandteil des Kreises Siegburg.

## Verwaltungsgliederung
- Breid
- Halberg
- Honrath
- Inger
- Lohmar
- Lülsdorf
- Niedercassel
- Rheidt
- Scheiderhöhe
- Siegbourg
- Sieglar
- Spich
- Troisdorf
- Walscheid

Quelle: Landesarchiv NRW
Das Gebiet umfasste also etwa die Kirchspiele der heutigen Kommunen Siegburg, Lohmar, Troisdorf und Niederkassel.